# 2014年亞洲運動會武術比賽
2014年亞洲運動會武術比賽為第十七屆亞洲運動會的其中一項競賽項目，共產生15面金牌；賽事於2014年9月20日至9月24日在高陽體育館舉行。

## 參賽運動員
本屆武術比賽共有來自 29 個國家/地區的 190 名運動員參加（117男、73女），具體分布如下：

| - 阿富汗（5） - （2） - 中国（12） - 中国香港（8） - 印度尼西亚（6） - 印度（9） - 伊朗（10） - 约旦（4） | - 日本（6） - （4） - （6） - 韩国（13） - 科威特（2） - 老挝（7） - 黎巴嫩（3） - 中国澳门（9） | - 马来西亚（8） - 蒙古（3） - 缅甸（7） - 尼泊尔（13） - 巴基斯坦（6） - 菲律宾（5） - 新加坡（6） - （2） | - （6） - 中华台北（8） - （4） - 越南（13） - 也门（3） |

## 獎牌統計

### 國家獎牌榜
| 排名 | 国家／地区        | 金牌 | 银牌 | 铜牌 | 總數 |
| ---- | ----------------- | ---- | ---- | ---- | ---- |
| 1    | 中国（CHN）       | 10   | 0    | 2    | 12   |
| 2    | 韩国（KOR）       | 2    | 2    | 3    | 7    |
| 3    | 伊朗（IRI）       | 1    | 2    | 1    | 4    |
| 4    | 越南（VIE）       | 1    | 1    | 4    | 6    |
| 5    | 马来西亚（MAS）   | 1    | 0    | 0    | 1    |
| 6    | 中国澳门（MAC）   | 0    | 3    | 0    | 3    |
| 7    | 菲律宾（PHI）     | 0    | 2    | 1    | 3    |
| 8    | 印度尼西亚（INA） | 0    | 2    | 0    | 2    |
| 9    | （KAZ）           | 0    | 1    | 1    | 2    |
| 9    | 中华台北（TPE）   | 0    | 1    | 1    | 2    |
| 11   | 中国香港（HKG）   | 0    | 1    | 0    | 1    |
| 12   | 印度（IND）       | 0    | 0    | 2    | 2    |
| 12   | 日本（JPN）       | 0    | 0    | 2    | 2    |
| 12   | （TKM）           | 0    | 0    | 2    | 2    |
| 15   | 老挝（LAO）       | 0    | 0    | 1    | 1    |
| 15   | 巴基斯坦（PAK）   | 0    | 0    | 1    | 1    |
| 15   | 新加坡（SIN）     | 0    | 0    | 1    | 1    |
| 總計 | 總計              | 15   | 15   | 22   | 52   |

### 項目獎牌榜

#### 男子套路
| 項目             | 金牌                 | 银牌                            | 铜牌                     |
| 長拳             | 李夏成 · 韩国（KOR） | 賈瑞 · 中国澳门（MAC）          | 市来崎大祐 · 日本（JPN） |
| 南拳南棍全能     | 王地 · 中国（CHN）   | 黃俊華 · 中国澳门（MAC）        | 許凱貴 · 中华台北（TPE） |
| 太極拳太極劍全能 | 陈洲理 · 中国（CHN） | Daniel Parantac · 菲律宾（PHI） | 阮青松 · 越南（VIE）     |
| 刀術棍術全能     | 孙培原 · 中国（CHN） | Lee Yong-hyun · 韩国（KOR）     | 阮孟权 · 越南（VIE）     |

#### 男子散打
| 項目     | 金牌                               | 银牌                               | 铜牌                               |
| 56公斤級 | 赵福祥 · 中国（CHN）               | Bùi Trường Giang · 越南（VIE）     | Francisco Solis · 菲律宾（PHI）    |
| 56公斤級 | 赵福祥 · 中国（CHN）               | Bùi Trường Giang · 越南（VIE）     | Khamla Soukaphone · 老挝（LAO）    |
| 60公斤級 | 孔洪星 · 中国（CHN）               | Jean Claude Saclag · 菲律宾（PHI） | Narender Grewal · 印度（IND）      |
| 60公斤級 | 孔洪星 · 中国（CHN）               | Jean Claude Saclag · 菲律宾（PHI） | Kang Yeong-sik · 韩国（KOR）       |
| 65公斤級 | Mohsen Mohammadseifi · 伊朗（IRI） | Rishat Livensho · （KAZ）          | Salaheddin Bayramov · （TKM）      |
| 65公斤級 | Mohsen Mohammadseifi · 伊朗（IRI） | Rishat Livensho · （KAZ）          | 陈红兴 · 中国（CHN）               |
| 70公斤級 | 张坤 · 中国（CHN）                 | Yoo Sang-hoon · 韩国（KOR）        | Sajjad Abbasi · 伊朗（IRI）        |
| 70公斤級 | 张坤 · 中国（CHN）                 | Yoo Sang-hoon · 韩国（KOR）        | Maratab Ali Shah · 巴基斯坦（PAK） |
| 75公斤級 | Kim Myeong-jin · 韩国（KOR）       | Hamid Reza Ladvar · 伊朗（IRI）    | Nursultan Tursynkulov · （KAZ）    |
| 75公斤級 | Kim Myeong-jin · 韩国（KOR）       | Hamid Reza Ladvar · 伊朗（IRI）    | Ngô Văn Sỹ · 越南（VIE）           |

#### 女子套路
| 項目             | 金牌                        | 银牌                                  | 铜牌                       |
| 長拳             | 阚文聪 · 中国（CHN）        | 耿曉靈 · 中国香港（HKG）              | Tan Yan Ni · 新加坡（SIN） |
| 南拳南刀全能     | 戴巧玄 · 马来西亚（MAS）    | Juwita Niza Wasni · 印度尼西亚（INA） | 魏红 · 中国（CHN）         |
| 太極拳太極劍全能 | 于萌萌 · 中国（CHN）        | Lindswell Kwok · 印度尼西亚（INA）    | 內田愛 · 日本（JPN）       |
| 劍術槍術全能     | Dương Thúy Vi · 越南（VIE） | 李祎 · 中国澳门（MAC）                | Seo Hee-ju · 韩国（KOR）   |

#### 女子散打
| 項目     | 金牌               | 银牌                            | 铜牌                           |
| 52公斤級 | 章乱 · 中国（CHN） | Elaheh Mansourian · 伊朗（IRI） | Kim Hye-bin · 韩国（KOR）      |
| 52公斤級 | 章乱 · 中国（CHN） | Elaheh Mansourian · 伊朗（IRI） | Y. Sanathoi Devi · 印度（IND） |
| 60公斤級 | 王聪 · 中国（CHN） | 高玉娟 · 中华台北（TPE）        | Tân Thị Ly · 越南（VIE）       |
| 60公斤級 | 王聪 · 中国（CHN） | 高玉娟 · 中华台北（TPE）        | Jennet Aynazarova · （TKM）    |

## 外部連結
- 官方網站